# Стивен Спилберг
Стивен Спилберг (енгл. Steven Spielberg; Синсинати, 18. децембар 1946) амерички је режисер, сценариста и продуцент.
Син је инжењера електронике Арнолда и пијанисткиње Ли. Прву награду је добио са 13 година за четрдесетоминутни филм Escape to Nowhere (снимљен осмомилиметарском камером). Са краткометражним филмом Amblin' је освојио прву награду на фестивалу у Атланти. Тај успех му је омогућио и потписивање првог уговора са продуцентском кућом Јуниверзал. Први велики успех је постигао с филмом Ајкула (Jaws, 1975).
Спилберг је један од најутицајнијих режисера данашњице. Добитник је три Оскара и награде за животно дело. За најбољу режију и фотографију (Шиндлерова листа из 1993. године) и најбољу режију за филм (Спасавање редова Рајана из 1998. године).

## Почетак каријере (1968—1975)
Његов први професионални рад на телевизији било је режирање једног од сегмената за пилот епизоду серије Night Gallery. Исечак који је снимио звао се Очи, а у главној улози наступила је Џоун Крафорд. Она и Спилберг остали добри пријатељи све до њезине смрти. Након тога и епизоде серије Marcus Welby M.D., Спилберг је добио први дугометражни задатак: епизоду серије Name of the Game која се звала L.A. 2017. Ова СФ епизода импресионирала је Universal Studios па су му понудили краткорочни уговор.
Одушевљени његовим радом, шефови студија потписали су с њим уговор за три телевизијска филма. Први је био Двобој, о монструозној цистерни која покушава да смакне с пута мањи ауто. Други филм био је Something Evil који је требало да буде снимљен и капитализован на основи популарности тада најпродаваније књиге, Егзорцист, која још није била пренесена на платно. Одрадио је уговор снимивши ТВ филм Savage, с Мартином Ландауом у главној улози. Спилбергов први биоскопски филм био је The Sugarland Express, о брачном пару које прогања полиција зато што су вратили своје одузето дете. Критичари су хвалили филм и спомињали како је на видику нови велики режисер, али филм је прошао врло лоше у биоскопима.
Студијски продуценти Ричард Занук и Дејвид Браун понудили су Спилбергу режирање филма Ајкула, хорор филма према роману Петера Бенчлија. Филм о морском псу убици освојио је три Оскара (за монтажу, музику и звук), а зарадио је преко 100 милиона долара у биоскопима, што је био нови амерички рекорд по бокс-офис заради.‍:248 Раље су прославиле Спилберга, а осим тога постао је један од најмлађих америчких мултимилионера, што је Спилбергу дало велики степен аутономије у бирању следећих пројеката.‍:250 Филм је био номинован за Оскара за најбољи филм те је означио прву од три сурадње с глумцем Ричардом Драјфусом.

## Краљблокбастера(1975—1993)
Одбивши режирање филма Ајкула 2, Спилберг и глумац Ричард Драјфус поновно су удружили снаге на филму о НЛО-овима, Блиски сусрети треће врсте 1977. Био је то један од ретких филмова за које је написао сценарио. Филм је био велики биоскопски хит, а Спилберг је зарадио прву номинацију за Оскара за режију и шест других номинација. Освојио је Оскара у две категорије (сниматељ - Вилмос Зсигмонд и за звучну монтажу - Франк Е. Варнер).
Спилбергов успех с mainstream и комерцијалним филмовима дочекан је с презиром међу филмским критичарима. Његов филм 1941, високобуџетна фарса из Другог светског рата, разочарала је и публику и критику. За следећи филм удружио се с пријатељем Џорџом Лукасом, креатором  Ратова звезда, на акцијском пустоловном филму, Отимачи изгубљеног ковчега, првом из серије филмова о Индијани Џоунсу. Био је то израз његова поштовања напетим серијалима из златног доба Холивуда, с Харисоном Фордом (с којим је Лукас претходно сарађивао у филмовима Ратови звезда) у улози археолога и пустолова Индијане Џоунса. Постао је најуспјешнији филм 1981. те зарадио неколико номинација за Оскара, између осталих и оне за режију (друга Спилбергова номинација) и најбољи филм (други Спилбергов филм номинован за најбољи филм). Отимачи се још сматрају школским примером акцијског жанра.
Годину дана касније, Спилберг се вратио научнофантастичном жанру, с филмом Е. Т.. Била је то прича о пријатељству дечака и ванземаљца који се покушава вратити у свемир. Е. Т. је постао финансијски најуспјешнији филм свих времена, све док га није надмашио један други његов филм, Парк из доба јуре, 1993. Е. Т. је био номинован за мноштво Оскара, између осталих и за најбољи филм и режију. У исто време, Спилберг је био повезан с продукцијом филма Полтергајст. Спилберг и Џорџ Лукас снимили су нови филм о Индијани Џоунсу, Индијана Џоунс и уклети храм. Рецензије филма су биле нешто мање позитивне него за његова претходника, иако је филм био хит у биоскопима. Критике су биле усмерене на мањак енергије у односу на оригинал и на нетачан приказ културе Источне Индије. 1983. и 1984. Спилберг је снимио два нова успешна филма, Зона сумрака и The Goonies.
Године 1985, је објавио филм Боја пурпура, адаптацију истоименог романа Алис Вокер, који је добио Пулицерову награду, о генерацији потлачених афроамеричких жена (Вупи Голдберг и Опра Винфри) током Велике економске кризе у Америци (Дени Главер одиграо је насилног кућног старјешину). Филм је финансијски био неуспјешан, али критичари су поздравили успешан Спилбергов заокрет према драмском жанру. Роџер Иберт прогласио га је најбољим филмом године, а касније га је уврстио у своју збирку великих филмова. Филм је номиниран за 11 Оскара, укључујући две номинације за Вупи Голдберг и Опра Винфри. Међутим, Спилберг није зарадио номинацију за режију. Године 1987,, како се Кина почела отварати свету, Спилберг је снимио први амерички филм у Шангају још од тридесетих година, адаптацију аутобиографског романа Ј. Г. Баларда, Царство сунца. Филм је зарадио похвале критике, номинован је за неколико Оскара, али није остварио очекивану зараду у биоскопима. Критичар Ендру Сарис прозвао га је филмом године, а касније га уврстио међу најбоље филмове деценије.
Након два заласка у драмски жанр, Спилберг је снимио још једног Индијана Xоунса, названог Индијана Џоунс и последњи крсташки поход, а уз Харисона Форда наступио је и Шон Конери. Филм је примио позитивне критике и остварио велику зараду. Након тога Спилберг се поново удружио са Ричардом Драјфусом за филм Увек о вратоломном пилоту који гаси шумске пожаре. Био је то његов први романтични филм, а доживио је неуспех у биоскопима те примио различите критике.
Спилберг је 1991. снимио филм Кука, о средовечном Петру Пану (којег је глумио Робин Вилијамс), који се враћа у Недођију. С бројним прерадама сценарија, променама глумаца и мешаним критикама, филм је успео да заради 119 милиона долара само у Америци (буџет је био 70 милиона). Године 1993, Спилберг се вратио пустоловном жанру с адаптацијом романа Мајкла Крајтона, Парк из доба јуре, о диносаурусима убојицама. С револуционарним специјалним ефектима за које се побринуо студио Industrial Light and Magic, пријатеља Џорџа Лукаса, филм је постао један од десет финансијски најуспешнијих филмова свих времена у Америци, уз његов пређашњи Е. Т.. Парк из доба јуре био је први филм који је користио ДТС технологију, пројект у који је инвестирао и Спилберг.
Спилбергов филм Шиндлерова листа темељен је на истинитој причи Оскара Шиндлера, човека који је рискирао властити живот како би спасио 1100 људи од холокауста. Шиндлерова листа донела је Спилбергу његовог првог Оскара за режију (проглашен је и најбољим филмом). Иако је филм постигао велики успех, Спилберг је изјавио како је употребио профит од филма да успостави фонд Шоах, непрофитну организацију која би архивирала филмска сведочења преживелих из холокауста. Неки критичари тврде како је Шиндлерова листа најпрецизнији приказ холокауста, а 1999. Амерички филмски институт га је уврстио на 9. место 10 најбољих филмова икад снимљених.

## Период 1993—данас
Године 1993. Спилберг је узео четверогодишњи одмор од режирања да може провести више времена са својом породицом и да изгради свој нови студио, DreamWorks. Године 1997, је преузео кормило за наставком Парка из доба јуре, Парк из доба јуре: Изгубљени свет, који је зарадио око 230 милиона долара у домаћим биоскопима упркос подељених критика. Амистад (као и Шиндлерова листа) био је темељен на истинитој причи о побуни афричких робова. Иако су похвале критике пљуштале са свих страна, филм ипак није добро прошао у биоскопима. Спилберг је издао Амистад под етикетом свог новог студија DreamWorks Pictures, и сви његови будући филмови ће бити снимани у његовом студију.
Године 1998, Спилберг је снимио драму из Другог светског рата, Спасавање редова Рајана, о групи америчких војника коју предводи капетан Милер (Том Хенкс) који покушавају пронаћи несталог војника у Француској. Спилберг је освојио други Оскар за режију. Реалистични приказ борбеног насиља утицали су на касније ратне филмове као што су Пад црног јастреба и Непријатељ пред вратима. Филм је, осим тога, био први велики хит његово студија, који је продуковао филм заједно са студијом Paramount Pictures. Касније су Спилберг и Хенкс продуковали телевизијску минисерију према роману Стивена Амброза, Браћа по оружју. Серија је добила мноштво награда на додели Златних глобуса и Емија.
Године 2001, Спилберг је снимио задњи пројекат свог пријатеља и режисера Стенлија Кјубрика, Вештачка интелигенција, који Кјубрик није успио снимити током свог живота. Футуристички филм о хуманоидном андроиду који жуди за љубављу ударио је темеље неким новим визуелним ефектима и понудио вишеслојну, алегоричну причу. Спилберг и глумац Том Круз сарађивали су први пут на футуристичком neo-noir филму Сувишни извештај, темељеном на краткој научнофантастичној причи Филипа К. Дика о полицијском капетану из Вашингтона који ради оделу за предвиђање и спречавање убистава. Филм је зарадио одличне критике, а веб страница Rottentomatoes.com објавила је како је 199 од 217 рецензија које су прегледали, било позитивно. Иако је критикован због изостављања неких тема из Дикове приче, филм је хваљен због футуристичке почасти филм ноиру, са својим интелигентним претпоставкама и структуром "кримића". Филм је зарадио преко 300 милиона долара у биоскопима широм света. Роџер Иберт, који га је назвао најбољим филмом 2002, похвалио је визије будућности од којих застаје дах.
Спилбергов филм Ухвати ме ако можеш говорио је о смеоним авантурама млађахног преваранта (којег је глумио Леонардо Дикаприо). Кристофер Вокен зарадио је номинацију за Оскара у категорији најбољег споредног глумца. Филм је препознатљив и по музици Џона Вилијамса и јединственој уводној шпици. Спилберг је поновно сарађивао с Томом Хенксом у филму Терминал, заједно с Кетрин Зитом-Џоунс и Стенлијем Тучијем. Била је то романтична комедија о човеку из Источне Еуропе који остаје заробљен у ваздушној луци. Критике су биле помјешане, али је филм прошао релативно добро у биоскопима. Године 2005, часопис Empire ставио је Спилберга на прво место највећих режисера свих времена. 2005. Спилберг је снимио модернизовану адаптацију романа Х. Г. Велса, Рат светова (у копродукцији фирми Paramount и DreamWorks), а у главним улогама наступили су Том Круз и Дакота Фанинг. Као и на прошлим Спилберговим филмовима, Industrial Light and Magic побринуо се за визуелне ефекте. За разлику од Е. Т.-ја и Блиских сусрета треће врсте, који су описивали пријатељске ванземаљске придошлице, Рат светова говорио је о насилним ванземаљским нападачима.
Филм Минхен, који говори о масакру израелских спортиста на Олимпијским играма 1972. у Минхену, је био други филм који је говорио о јеврејским везама у свету (први је био Шиндлерова листа). Филм је настао по књизи канадског новинара Георга Џонаса, књизи чију су истинитост новинари често доводили у питање. Филм је добио одличне критике, али је подбацио у америчким и светским биоскопима, а остаје и један од најконтроверзнијих Спилбергових филмова. Минхен је зарадио номинације за Оскара у категоријама за најбољи филм, монтажу, музику (Џона Вилијамса), адаптирани сценарио и режију. Била је то шеста Спилбергова номинација за режију и пета номинација за најбољи филм.

## Продуцентски рад
Од средине осамдесетих Спилберг је све више времена посвећивао продуцентском раду. Продуковао је неколико цртаних филмова, као што су Tiny Toon Adventures, Animaniacs, Pinky and the Brain, Toonsylvania и Freakazoid!. Кратко време је био и извршни продуцент серије Хитна служба.
Године 1993. се појавио у улози продуцента дугоочекиване телевизијске серије, SeaQuest DSV; СФ серија смештена у "блиску будућност" с Ројом Шејдером и Џонатаном Брандисом. Серија се приказивала на НБЦ-у недељом у 20 сати. Док је прва сезона била средње успешна, друга је још више подбацила. У трећој сезони се Спилбергово име није појављивало, а серија се престала снимати средином исте сезоне.
Спилберг је продуковао филм Гејшина сећања, адаптацију најпродаванијег романа Артура Голдена, а првобитно се његово име доводило у везу с режијом филма.
Године 2006, је био један од продуцената, заједно с Робертом Земекисом, дечјег филма Monster House, означивши тако њихову прву сарадњу још од 1990. и филма Повратак у будућност 3. Осим тога, први се пут удружио с Клинтом Иствудом, продукујући Иствудове филмове Заставе наших очева и Писма са Иво Џиме с Робертом Лорензом и самим Иствудом. Тако је зарадио своју дванаесту номинацију за Оскара јер је каснији филм био номинован за најбољи филм.
Од телевизијских пројеката, ваља истакнути серије Здружена браћа и Taken.

## Стил

### Теме
Теме Спилбергових филмова често се понављају. Већина његових филмова бави се обичним људима који траже или који долазе у контакт с необичним бићима или налазе сами себе у необичним околностима. Ово је евидентно у филмовима Двобој, Раље, Блиски сусрети треће врсте, Е. Т., Царство сунца, Кука, Јурски парк, Спашавање војника Рyана, Ухвати ме ако можеш, Терминал, Рат светова и Минхен. У интервјуу АФИ-ју из августа 2000, Спилберг је говорио о могућности постојања ванземаљског живота те како је то утицало на неке његове филмове. Ту фасцинираност свемиром, Спилберг је показао неколико пута, на пример снимајући звезде у позадини својих филмова као што су Ајкула. Спилберг је изјавио како се у детињству осећао као ванземаљац, те да је занимање наследио од оца, обожаватеља научне фантастике, који је тврдио како ванземаљци не би путовали светлосним годинама како би се сукобили с људима, него како би с њима поделили знање..
Честе теме његових породичних филмова су безазлени, чак наивни осјећаји чуђења и вере, о чему сведоче филмови као што су Блиски сусрети треће врсте, Е. Т., Кука и Вештачка интелигенција. Друге теме које се појављују у тим филмовима, су губљење невиности и одрастање. У Царству сунца, Џим, размажени енглески младић, губи невиност кроз патње Другог светског рата у Јапану. Слична ствар догађа се у филму Ухвати ме ако можеш, док Франк наивно верује како може ујединити раздвојену породицу ако скупи довољно новца како би их могао уздржавати.
Најпостојанија тема његових филмова су напетости у односу између родитеља и дјеце. Родитељи (често очеви) се опиру, одсутни су и игноришу своју децу. Петер Банинг у Куки на почетку је приказан као родитељ који се више бави својим послом него децом, а током филма стиче поштовање своје деце. Најупечатљивији пример ове теме је улога Елиотова одсутног оца у Е. Т.-у. У филму Индијана Џоунс и последњи крсташки рат, открива се да је Индијев однос с оцем увек био натегнут. Отац, такође археолог, био је увек више заинтересован за свој посао, поготово за своје студије о Светом Гралу, него за свог сина, те није увидео или схватио негативни ефект који његова природа оставила на Индија (он чак верује како је био добар отац у смислу да је научио сина „самопоуздању“). Оскар Шиндлер, из Шиндлерове листе, гнуша се идеје да би могао имати дете са својом женом. Минхен описује Авнера, човека удаљеног од своје жене и тек рођене кћери. Постоје, дакако, и изузеци; Броди у Раљама је предан породични човек, док је Џон Андертон у Специјалном извјештају сломљен након нестанка сина. Ова тема је можда аутобиографски аспект Спилбергових филмова, будући да је Спилберг као дете доживио развод родитеља и очеву одсутност. Осим тога, протагонисти његових филмова често долазе из породице с разведеним родитељима, што се најјаче осећа у у филмовима Е. Т. (мајка главног јунака, Елиота, је разведена) и Ухвати ме ако можеш (родитељи Франка Абагнала на почетку филма се растају).
Спилбергови филмови већином су позитивно обојени. Критичари често приговарају да су његови филмови очигледно сентиментални, док Спилберг у том не види ништа лоше све док то није усиљено, а као највеће узоре наводи режисере Френка Капру и Џона Форда. Има и изузетака, као у његовом дебитантском филму Тхе Сугарланд Еxпресс, који има несретан завршетак кад Ил Феј губи старатељство над кћерком, те пример из блиске прошлости: у Вештачкој интелигенцији кад његова права мајка не прихвата Давида. Ипак, његова дела од 2000. па надаље, од Вештачке интелигенције до Минхена, мало је друкчија у односу на његове раније филмове. У Вештачкој интелигенцији, породица избјегава и не прихвата Давида, а велика већина света никад не мора да заради љубав праве мајке јер је она безусловна. У филму Ухвати ме ако можеш ситуација је доста иронична: Френк, који се непрестано буни против ауторитета, на крају постаје део система против којег се бунио. Рат светова је био први Спилбергов покушај да прикаже насилне ванземаљце, док је Минхен доста нејасан, јер на крају није јасно хоће ли циклус насиља заправо икад престати.

### Сарадници
Кад је реч о ангажирању глумаца и осталог филмског особља, Спилберг је познат по дугим сурадњама с глумцима и особљем. На пример, ангажовао је Ричарда Драјфуса у неколико филмова: Раље, Блиски сусрети треће врсте и Увек. Осим њега, ангажирао је и Харисона Форда како за мање, тако и главне улоге, као учитеља у краткој сцени из Е. Т.-а, као и за главну улогу у трилогији о Индијани Џоунсу. Исто тако, ангажирао је Тома Хенкса у више прилика те му поверио улоге у филмовима Спашавање војника Рајана, Ухвати ме ако можеш и Терминал. Осим њих, сарађивао је и с Томом Крузом на два филма, Специјалном извештају и Рату светова. Спилберг воли да ради с продукцијским особљем које познаје дуже време. Пример је сарадња с Кетлин Кенеди, која је била продуцент на свим његовим главним филмовима, од Е. Т.-а до Минхена. Од филма Шиндлерова листа сарађује са сниматељем Јанусом Каминским, са монтажером Михаелом Каном од Блиских сусрета. Кан је монтирао све његове филмове након тога, осим Е. Т.-а. Већина Спилбергових филмова који су изашли на DVD-у као додатак има документарац Лорана Боузереа.
Најпознатија Спилбергова дугогодишња сурадња је она с Џоном Вилијамсом, чију је музику користио у свим својим филмовима након Шугарленд експреса (осим у филму Боја пурпура). Један од најистакнутијих Спилбергових заштитних знакова вероватно је употреба Вилијамсове музике која даје печат визуелним сценама и покушава оставити утисак на гледаоце. Ове сцене често приказују сунце (нпр. Царство сунца, Спасавање војника Рајана, последња сцена у Јурском парку и одјавна шпица филма Индијана Џоунса и посљедњи крсташки рат (у којој јашу са заласком сунца), а у задњим двема користи се Вилијамсова музика. Спилберг и његови сарадници Џорџ Лукас, Франсис Форд Копола, Мартин Скорсезе, Џон Милијус и Брајан де Палма познати су као „филмски балавци“. Уз примарну улогу режисера, Спилберг се често појављује као продуцент многих својих филмова, као и у раним хитовима Џоа Дантеа и Роберта Земекиса.

### Остало
Спилберг често ангажује своје пријатеље редитеље као глумце у неким својим филмовима: Ричарда Атенбороа у Јурском парку, Едварда Бернса у Спашавању војника Рајана, Тима Блејка Нелсона у Специјалном извјештају, Тима Робинса у Рату светова, и Метјуа Касовица у Минхену. Франсоа Трифо појавио се као научник у Блиским сусретима треће врсте.

## Приватни живот
Од 1985. до 1989. Спилберг је био у браку с глумицом Ејми Ервинг. Након њиховог развода 1989. добила је 100 милиона долара након што је судија контроверзно одбацио предбрачни уговор написан на салвети. Њихов развод био је трећи најскупљи развод познатих особа у историји. Спилберг и Ервинг поделили су старатељство над њиховим сином Максом.
Након развода, Спилберг је започео везу с глумицом Кејт Кепшо, коју је упознао кад ју је ангажовао за филм Индијана Џоунс и проклети храм. Венчали су се 12.10. 1991. Кепшо се преобратила на јудаизам како би се могла венчати с јеврејско-америчким режисером.

## Филмографија
- Фабелманови (2022)
- Прича са западне стране (2021)
- Играч број 1 (2018)
- Доушник (2017)
- ВДЏ — Велики доброћудни џин (2016)
- Мост шпијуна (2015)
- Линколн (2012)
- Ратни коњ (2011)
- Индијана Џоунс и краљевство кристалне лобање (2008)
- Минхен (2005)
- Рат светова (2005)
- Терминал (2004)
- Ухвати ме ако можеш (2002)
- Сувишни извештај (2002)
- Вештачка интелигенција (2001)
- Спасавање редова Рајана (1998) (Награда Академије, Најбољи режисер)
- Парк из доба јуре: Изгубљени свет (1997)
- Амистад (1997)
- Шиндлерова листа (1993) (Награда Академије, Најбољи режисер, Најбоља камера)
- Парк из доба Јуре (1993)
- Кука (1991)
- Индијана Џоунс и последњи крсташки поход (1989)
- Увек (1989)
- Царство сунца (1987)
- Боја пурпура (1985)
- Индијана Џоунс и уклети храм (1984)
- E. Т. ванземаљац (1982)
- Отимачи изгубљеног ковчега (1981)
- 1941 (1979)
- Блиски сусрет треће врсте (1977)
- Ајкула (1975)
- Шугарленд експрес (1974)

### Хонорари
- Парк из доба јуре 3 (2001) $72.000.000)
- Шиндлерова листа (1993) $0 (Тражио да не буде плаћен)
- Парк из доба Јуре (1993) $250.000.000 (бруто + учешће у профиту)
- Отимачи изгубљеног ковчега (1981) $10.500.000 + % од добити)